# Eduard Opalka
Eduard Opalka (* 9. Januar 1893 in Schützendorf, Kreis Ortelsburg; † nach 1945) war ein deutscher Landwirt und Politiker (NSDAP).

## Leben und Wirken
Opalka besuchte die landwirtschaftliche Schule in Ortelsburg und lebte später als Landwirt in Nareythen, Kreis Ortelsburg. Er nahm von Oktober 1915 bis Dezember 1918 als Soldat am Ersten Weltkrieg teil und wurde mit dem Eisernen Kreuz II. Klasse ausgezeichnet. Zum 1. Dezember 1928 trat er in die NSDAP ein (Mitgliedsnummer 108.670). 1932 wurde er als Abgeordneter in den Preußischen Landtag gewählt, dem er bis zur Auflösung der Körperschaft im Oktober 1933 angehörte.
Opalka kandidierte auf dem Wahlvorschlag für die NSDAP bei der Wahl zum Deutschen Reichstag am 12. November 1933, zog aber nicht in den nationalsozialistischen Reichstag ein. Von 1939 bis zum 21. Januar 1945 war Opalka Bürgermeister von Passenheim.